# جمال الدين ابن الحرستاني
جمال الدين ابن الحَرَستاني هو عبد الصمد بن محمد بن أبي الفضل بن علي، قاضي القضاة، جمال الدين، أبو القاسم، الخزرجي الأنصاري، الدمشقي، المعروف بابن الحرستاني، قاضي دمشق، من ذرية سعد بن عبادة الصحابي.
جمع الحديث، وسماه الذهبي: «مُسْنِد الشام، شيخ الإسلام... وكان إماماً فقيهاً، عارفاً بالمذهب، ورعاً صالحاً، محمود الأحكام، حسن السيرة، كبير القدر... وولي القضاء بدمشق نيابة... ثم إنه وليَ قضاء القضاة استقلالاً في سنة 612هـ».
وكان عالماً صالحاً زاهداً على طريقة السلف في لباسه وعفته، وكان صارماً عادلاً لا تأخذه في الله لومة لائم، وله حكايات عظيمة مع الملك المعظم عيسى في أحكامه، ولم تفته صلاة بجامع دمشق في جماعة إلا إن كان مريضاً، وعمَّر دهراً طويلاً، وتوفي سنة أربع عشرة وستمائة (614هـ) وله 95 سنة، وكان من أعدل القضاة وأقومهم بالحق.
تتلمذ عليه الشيخ العز بن عبد السلام، وسمع منه الحديث، وأخذ عنه الفقه، وكان عليه ابتداء اشتغاله، ثم صحب فخر الدين بن عساكر، وسئل العز عنهما فرجح ابن الحرستاني، وقال: «ما رأيت أحداً أفقه من ابن الحرستاني»، وقال عنه: «إنه كان يحفظ «الوسيط» للغزالي».

## موقفه مع الملك العادل
أرسل الملك العادل كتاباً له للتشفع في شخص، فوجد القاضي الحق مع الخصم، فحكم له، وقال: «كتاب الله قد حكم على هذا الكتاب»، فبلغ العادل ذلك، فقال: «صدق، كتاب الله أولى من كتابي»، وكان ابن الحرستاني يقول للعادل: «أنا ما أحكم إلا بالشرع، وإلا فأنا ما سألتك القضاء، فإن شئت فأبصر غيري»، وكان ابنه ينوب عنه في الحكم، فبلغه شيء عنه فعزله.